# اچ‌ام‌اس کرونیشن (۱۶۸۵)
اچ‌ام‌اس کرونیشن (۱۶۸۵) (به انگلیسی: HMS Coronation (1685)) یک کشتی بود که طول آن ۱۶۰ فوت ۴ اینچ (۴۸٫۹ متر) بود.